# Battaglia di Civetot
La Battaglia di Civetot del 1096 mise fine alla Crociata dei poveri, che era un gruppo scarsamente armato di pellegrini delle classi più umili della Prima Crociata, distinto dalla successiva e molto più nota Crociata dei Principi.

## Contesto
Dopo la disastrosa sconfitta dei crociati nell'assedio di Xerigordos, due spie selgiuchidi diffusero la voce che i tedeschi della crociata dei poveri, che avevano conquistato Xerigordos, erano riusciti a conquistare anche Nicea. Questo ebbe l'effetto di provocare l'eccitazione tra il campo principale dei crociati per condividere il saccheggio della città il più presto possibile. I turchi stavano aspettando sulla strada per Nicea. Pietro l'eremita, il leader nominale della crociata, era tornato a Costantinopoli per organizzare i rifornimenti e sarebbe dovuto tornare presto, e la maggior parte dei capi sosteneva di aspettare il suo ritorno (cosa che non fece mai). Tuttavia, Giuffrido Burel di Amboise, che aveva preso il comando, sostenne che sarebbe stato da codardi aspettare, e che avrebbero dovuto muoversi subito contro i turchi. La sua volontà prevalse e, la mattina del 21 ottobre, l'intero esercito di oltre 20000 persone marciò verso Nicea, lasciando donne, bambini, vecchi e malati al campo.

## La battaglia
A tre miglia dal campo, dove la strada entrava in una valle stretta e boscosa vicino al villaggio di Dracon, l'esercito turco di Qilij Arslan I era in attesa. Quando si avvicinarono alla valle, i crociati marciarono rumorosamente e furono immediatamente sottoposti a una grandinata di frecce. Il panico si diffuse immediatamente e in pochi minuti l'esercito era in piena fuga verso il campo. La maggior parte dei crociati furono massacrati (più di 60000 secondo alcuni resoconti); anche se, donne, bambini e coloro che si arresero furono risparmiati. Uno dei leader della crociata, il cavaliere Gualtieri Senza Averi, fu ucciso nel pieno dell'azione. Tremila, tra cui Giuffrido Burel, riuscirono a rifugiarsi in un castello abbandonato. Alla fine, le truppe bizantine comandate da Costantino Euforbeno Catacalo sbarcarono e ruppero l'assedio; queste poche migliaia tornarono a Costantinopoli, unici superstiti della Crociata dei poveri.